# Taça Íberoamericana de Futebol
A Taça Íbero-americana de Futebol de 1964 foi um torneio amistoso ocorrido em Buenos Aires, na Argentina, sendo todos as partidas disputadas no Estádio Monumental Antonio Vespucio Liberti, mais conhecido como Monumental de Nuñes.
Foram convidados para o Torneio quatro dos maiores clubes da região íbero-americana, todos escolhidos pela FIFA como maiores clubes do mundo no século XX, a saber:
- Futbol Club Barcelona: campeão da Copa do Rei.
- Club Atlético Boca Juniors: campeão do Campeonato Argentino.
- Botafogo de Futebol e Regatas: campeão do Torneio Roberto Gomes Pedrosa e da Copa dos Campeões Estaduais Rio-São Paulo.
- Club Atlético River Plate: vice-campeão do Campeonato Argentino.

Foram seis jogos, num esquema quadrangular com jogos de todos contra todos. Ao final, o clube com maior número de pontos seria o campeão.

BOCA JUNIORS 1 x 0 BOTAFOGO 

Data: 09 / 07 / 1964 

Local: Estádio Monumental 

Árbitro: Angel Coerezza 

Gol: Rattin 3’ 

Boca Juniors: Roma, Simeone, Marzolini, Orlando e Silvero; Rattín e Silveira; Ferreyra (Gonzalito), Paulo Valentim, Menéndez (Rojas) e González. 

Botafogo: Manga, Joel, Paulistinha, Nílton Santos e Rildo; Élton e Gérson; Roberto, Arlindo, Jairzinho e Zagallo.
Obs: Muller e Spencer foram expulsos

RIVER PLATE 5 X 1 BARCELONA 

Data: 09 / 07 / 1964 

Local: Monumental

BARCELONA 2 X 3 BOCA JUNIORS 

Data: 12 / 07 / 1964 

Local: Monumental

BOTAFOGO 4 X 3 RIVER PLATE 

Data: 14 / 07 / 1964 

Local: Estádio Monumental 

Árbitro: Miguel Comesaña 

Gols: Jairzinho 21’ e 35’, Gérson 48’ e 77’ (Botafogo); Más 16’, Sarnari 85’ e Cubilla 89’ (River Plate) 

Botafogo: Manga, Joel, Paulistinha, Nílton Santos e Rildo (Ayrton); Élton e Gérson; Garrincha, Sicupira, Jairzinho e Zagallo. 

River Plate: Gatti, Sáinz, Ramos Delgado, Cap e Bonezuk; Matosas (Rojas) e Fernández (Sarnari); Cubilla, Artime, Onega e Más.

BARCELONA 0 X 2 BOTAFOGO 

Data: 16 / 07 / 1964 

Local: Estádio Monumental 

Árbitro: Miguel Comesaña 

Gols: Gérson 14’ e Joel 80’ 

Barcelona: Sadurni, Eladio, Olivella, Torrent e Gracia; Fusté e Pereda; Zaballa, Kocsis, Re e Seminario. 

Botafogo: Manga, Joel, Paulistinha, Nílton Santos e Rildo; Élton e Gérson; Garrincha, Sicupira, Jairzinho e Zagallo.

RIVER PLATE 3 X 1 BOCA JUNIORS 

Data: 16 / 07 / 1964 

Local: Estádio Monumental
Ao final do Torneio, Boca Juniors, Botafogo e River Plate terminaram empatados com 4 pontos, enquanto Barcelona restou isolado sem pontos.
Em razão da impossibilidade de novas partidas para desempate, o título do Torneio foi dividido entre os três primeiros colocados.